# Eilema leopoldi
Eilema leopoldi là một loài bướm đêm thuộc phân họ Arctiinae, họ Erebidae.